# اختبار العزل الكهربي

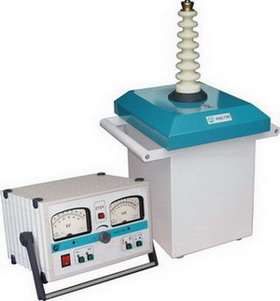

اختبار العزل الكهربي هو اختبار مقاومة التيار المستمر (DC).

ويهدف الاختبار إلى التحقق من:
- وصول النظام إلى المستوي المطلوب من العزل.
- اكتشاف المشاكل التي حدثت أثناء عملية التوصيل والتركيب.
- اكتشاف عيوب العازل، التي تؤدي إلى تقليل المقاومة.
- التأكد من جودة وكفاءة الدائرة الكهربية، وسلامة النظام.

## أدوات القياس
لقياس العزل الكهربي نستخدم
- الملتميتر.
- الاوميتر.